# Markies van Cambridge
Markies van Cambridge (Engels: marquess of Cambridge) is een Britse dynastieke titel. De titel werd slechts één keer gecreëerd.
In 1917 deed koning George V (vanwege de anti-Duitse sentimenten door de Eerste Wereldoorlog) afstand van zijn Duitse titels en nam de Engels klinkende naam Windsor aan. Hij verzocht zijn familie hetzelfde te doen.
Zijn zwager, hertog Adolf van Teck deed ook afstand van zijn titels en nam de achternaam Cambridge aan, de naam van zijn grootvader, hertog Adolf van Cambridge. Hierop werd hij door de koning beleend met de titels burggraaf (viscount) Northallerton, graaf (earl) van Eltham en markies (marquess) van Cambridge.
Na de dood van zijn zoon George Cambridge stierf de titel in 1981 uit.

## Markies van Cambridge, eerste creatie (1917)
- 1917 – 1927: Adolf Cambridge (1868-1927), 1e markies van Cambridge
- 1927 – 1981: George Cambridge (1895-1981), 2e markies van Cambridge